# Harold W. Attridge
Harold W. Attridge (né le 24 novembre 1946) a été doyen de la Yale Divinity School (en) entre 2002 et 2012 avant de devenir professeur de théologie. 
Son parcours scolaire comprend un baccalauréat ès lettres (Bachelor of Arts - A. B.) du Boston College, un B.A. (baccalauréat ès lettres) et un M.A. (Master of Arts) de l'Université de Cambridge et un doctorat de recherche de l'Université Harvard. 
Il a été membre du séminaire de Jésus . 

## Travaux

### Livres
- Harold W. Attridge et Robert A. Oden, The Syrian goddess (De Dea Syria) attributed to Lucian, Missoula, MT, Scholars Press, 1976 (ISBN 978-0-89130-073-1, OCLC 2005876)
- Harold W. Attridge, The Interpretation of Biblical History in the Antiquitates Judaicae of Flavius Josephus, vol. 7, Missoula, MT, Scholars Press, coll. « Harvard dissertations in religion », 1976, 205 p. (ISBN 978-0-89130-081-6, OCLC 2372776)
- Harold W. Attridge, First-century Cynicism in the Epistles of Heraclitus, vol. 29, Missoula, MT, Scholars Press, coll. « Harvard theological studies », 1976 (ISBN 978-0-89130-111-0, OCLC 2318380)
- Harold W. Attridge et Robert A. Oden, Philo of Byblos, The Phoenician History : introduction, critical text, transl., notes, Washington, DC, Cath. Biblical Assoc. of America, coll. « The Catholic biblical quarterly - Monograph series », 1981 (ISBN 978-0-915170-08-1, OCLC 630951999)
- Harold W. Attridge, Hebrews : A Commentary on the Epistle to the Hebrews, Philadelphia, PA, Fortress Press, coll. « Hermeneia--a critical and historical commentary on the Bible », 1989, 437 p. (ISBN 978-0-8006-6021-5, OCLC 19612804)
- Les actes de Thomas (2010)
- Essais sur John et les Hébreux (2010)

### Éditeur scientifique
- The Testament of Job : according to the SV text, Missoula, MT, Scholars Press, 1974 (ISBN 978-0-88414-044-3, OCLC 715745473)
- The Apocalypse of Elijah : Based on P. Chester Beatty 2018, Atlanta, GA, Scholars Press, coll. « Texts and translations; Pseudigraphia », 1981 (ISBN 978-0-89130-371-8, OCLC 246073902)
- Nag Hammadi Codex I (The Jung Codex) : introductions, texts, translations, indices, vol. 22, Leiden, E. J. Brill, coll. « Nag Hammadi studies », 1985 (OCLC 715623045)
- Of Scribes and Scrolls : Studies on the Hebrew Bible, Intertestamental Judaism, and Christian Origins, vol. 5, Lanham, MD, University Press of America, coll. « Resources in religion », 1990 (ISBN 978-0-8191-7902-9, OCLC 21975793)
- Eusebius, Christianity, and Judaism, vol. 42, Detroit, IL, Wayne State University Press, coll. « Studia post Biblica », 1992 (ISBN 978-0-8143-2361-8, OCLC 25315540)
- Psalms in Community : Jewish and Christian Textual, Liturgical, and Artistic Traditions, vol. 25, Atlanta, GA, Society of Biblical Literature, coll. « Society of Biblical Literature - Symposium series », 2003 (ISBN 978-1-58983-078-3, OCLC 53097123)
- The HarperCollins Study Bible : New Revised Standard Version, including the Apocryphal/Deuterocanonical books with concordance, San Francisco, CA, Fully revised & updated, 2006 (ISBN 978-0-06-078685-4, OCLC 70998750)
- Religion, Ethnicity, and Identity in Ancient Galilee : A Region in Transition, vol. 210, Tübingen, Mohr Siebeck, coll. « Wissenschaftliche Untersuchungen zum Neuen Testament », 2007 (ISBN 978-3-16-149044-6, OCLC 851292686)
- The Religion and Science Debate : why does it continue?, New Haven, Yale University Press, coll. « Terry lectures », 2009 (ISBN 978-0-300-16500-5, OCLC 858861853)

### Principaux articles
- Harold W. Attridge et George W. MacRae, Nag Hammadi Codex I (The Jung Codex) : introductions, texts, translations, indices, vol. 22, Leiden, E. J. Brill, coll. « Nag Hammadi studies », 1985, 55-118 p. (OCLC 715623045), « Gospel of Truth: introduction and textual notes »
- Harold W. Attridge et Elaine Pagels, Nag Hammadi Codex I (The Jung Codex) : introductions, texts, translations, indices, vol. 22, Leiden, E. J. Brill, coll. « Nag Hammadi studies », 1985, 159-338 p. (OCLC 715623045), « Tripartite Tractate: introduction and textual notes »
- Harold W. Attridge, Nag Hammadi, Gnosticism & Early Christianity, Peabody, MA, Hendrickson Publishers, 1986, 239-56 p. (ISBN 978-0-913573-16-7, OCLC 19590601), « The Gospel of Truth as an Esoteric Text »
- Harold W. Attridge, Of Scribes and Scrolls : Studies on the Hebrew Bible, Intertestamental Judaism, and Christian Origins, vol. 5, Lanham, MD, University Press of America, coll. « Resources in religion », 1990, 241-50 p. (ISBN 978-0-8191-7902-9, OCLC 21975793), « The Original Language of the Acts of Thomas »